# Stylatula gracilis
Stylatula gracilis är en korallart som först beskrevs av William More Gabb 1864.  Stylatula gracilis ingår i släktet Stylatula och familjen Virgulariidae. Inga underarter finns listade i Catalogue of Life.